# Libnotes (Afrolimonia) ladogensis
Libnotes (Afrolimonia) ladogensis is een tweevleugelige uit de familie steltmuggen (Limoniidae). De soort komt voor in het Palearctisch gebied.